# Laži mi (TV-serija)
Laži mi (izvirno Lie to Me) je ameriška drama, ki jo je premierno prikazal FOX 21. januarja 2009.
Zgodba sledi dr. Lightmanu in njegovi ekipi strokovnjakov za prepoznavo vsakovrstnih prevar, medtem ko opravljajo naloge za različne vladne agencije in organe reda. Njihova osnovna naloga je, da za plastmi laži in prevar odkrijejo resnico.
Serija temelji na resničnih znanstvenih odkritjih Paula Ekmana s področja uporabne psihologije (razlaga mikroizraznosti preko kodnega sistema obrazne mimike in telesne govorice).

## Sezone
| Sezone   | Epizode | Prvič predvajano na FOX                 | Prvič predvajano na TV3            |
| -------- | ------- | --------------------------------------- | ---------------------------------- |
| 1.sezona | 13      | 21. januar 2009 - 13. maj 2009          | 8. marec 2010 - 31. maj 2010       |
| 2.sezona | 22      | 28. september 2009 - 13. september 2010 | 4. oktober 2010 - 2. november 2010 |
| 3.sezona | 13      | 4. oktober 2010 - 31. januar 2011       |                                    |

### Prva sezona
Dr. Lightman in preostali člani njegove agencije pri svojem delu uporabljajo različne zasliševalske tehnike, in sicer za razkrivanje prevar in laži, ki so pomembne za razreševaje primerov, na katerih delajo. Odkriti morajo, kdo je oponašalec serijskega morilca, odkriti ugrabitelja 11-letne deklice, resnico o spolni zlorabi nad vojakinjo, o samomorih dveh deklet, kdo je požigalec,...

### Druga sezona
Med novimi primeri, s katerimi se bodo spopadli člani skupine The Lightman Group, se bo znašla ženska, ki boleha za motnjo multiple osebnosti in tako kot ena oseba laže, a kot druga govori resnico, poskušali razrešiti umor, kar pa jim bo oteževalo dejstvo, da se bodo znašli med ugrabljenci in da jim bodo grozili z orožjem, med dopustom v Mehiki poiskati pogrešano američanko, ki je nenadoma izginila in pustila hčerko samo, rešit primer ubitega policista,.... Pretrese pa bodo doživela tudi njihova zasebna življenja, saj bo zakon Fosterjeve propadel, dr. Lightman pa se bo skušal spapasti s svojo skrivnostno preteklostjo.

### Tretja sezona
/

## Glavni igralci
- Tim Roth (Dr. Cal Lightman) - antropolog, strokovnjak obrazne mimike, telesne govorice, »človeški detektor laži«
- Kelli Williams (Dr. Gillian Foster) - psihologinja, skupaj z dr. Lightmanom ustanoviteljica agencije Lightman Group
- Brendan Hines (Eli Loker) - akademsko izobražen (spretnost pridobil z opazovanjem ljudi), govori popolno resnico
- Monica Raymund (Ria Torres) - naravni talent za prepoznavanje prevar, nekdanja agentka Agencije za varnost v transportu
- Hayley McFarland (Emily Lightman) - hčerka dr. Lightmana
- Mekhi Phifer (Ben Reynolds) - agent FBI

## Nagrade in priznanja
- 2009 Nagrada BMI TV (James Collins, Ryan Star in Doug DeAngelis)
- 2009 Nominacija za emmya (Robert Bradley, Thomas Cobb)
- 2010 Nominacija za nagrado Image (najboljši stranski igralec Mekhi Phifer)